# Preyersmühle

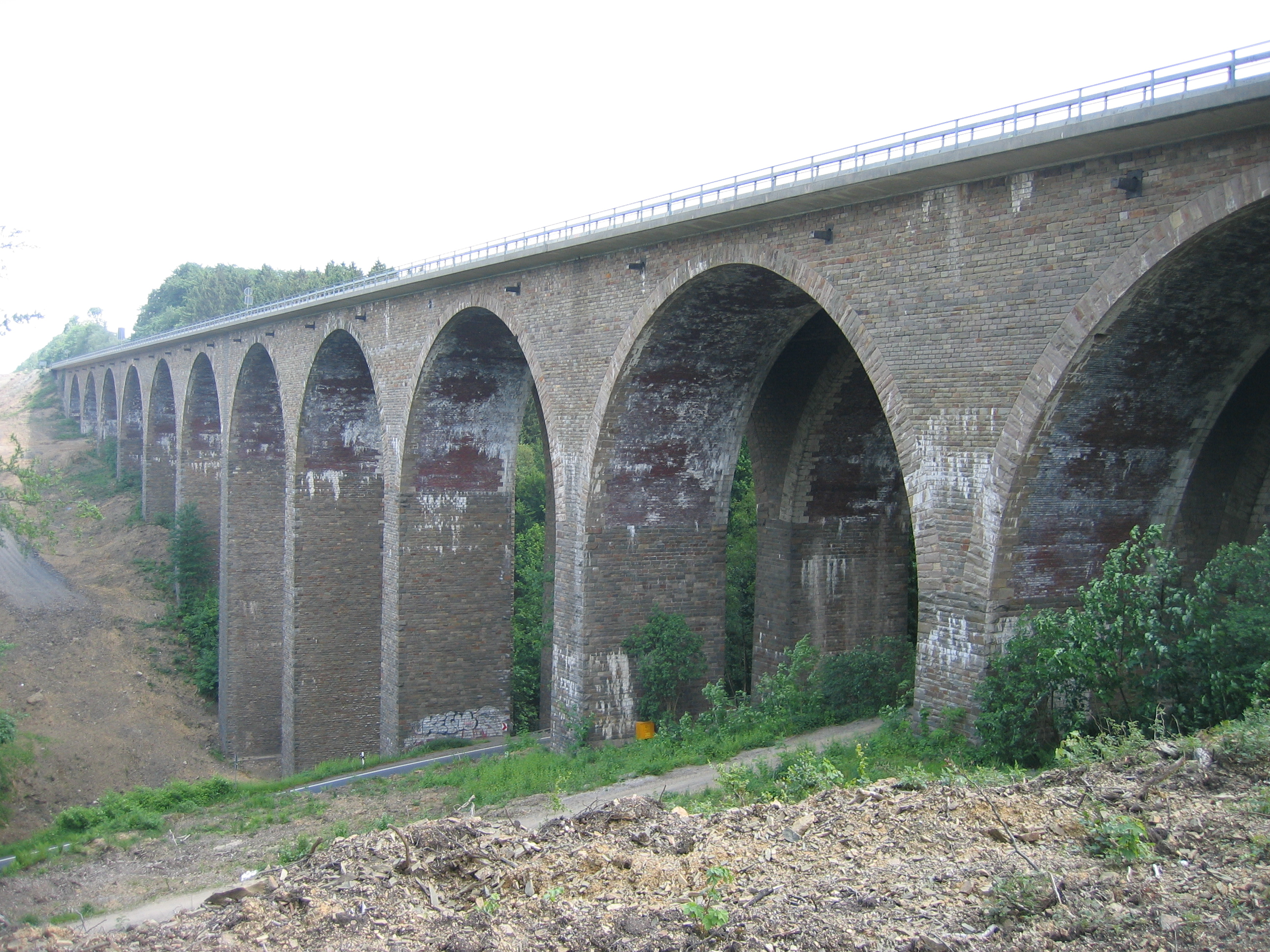
Baudenkmal Höllenbach-Talbrücke

Preyersmühle ist ein nördlich gelegener Ortsteil von Wermelskirchen im Bergischen Land direkt an der Stadtgrenze zu Remscheid. Der Eschbach markiert hier die Grenzlinie. Durch den Ort führt die Hauptverbindungsstraße zwischen Remscheid und Wermelskirchen, die hier die den Eschbach begleitende Talstraße kreuzt. Bekannt ist Preyersmühle in der Region vor allem durch die 318 m lange Höllenbach-Talbrücke der Autobahn A1 (Baudenkmal aus dem Jahr 1938 – verbreitert und saniert 2018), sowie durch das dortige Restaurant Preyersmühle, das neben deutscher Küche regionale Spezialitäten, wie z. B. den „Bergischen Pillekuchen“ anbietet. Das Ortsbild wird durch etliche weitere Baudenkmäler geprägt: 3 Villen im Neubergischen Baustil sowie zwei Fachwerk-Doppelhäuser.
Im Burger Lagerbuch von 1692 war die alte Ernemanns-Mühle, damals ein im Besitz der Witwe Ernemann befindlicher Mühlenplatz, in das Eigentum von Johann Preyer übergegangen. Damit ist aber nicht die heutige Preyersmühle gemeint. Es heißt im gleichen Lagerbuch einige Seiten weiter: „Ferner hatt mein gnedigster Herr einen orth Wießen auf der Eiffischer Bache (Eschbach) und unter vorgemeltem Schivelsbroch gelegen, wird genant der oberste orth im Langenbroch negst unter Johannes Preyers Mahlmüllgen (Preyersmühle) gelegen. Nach diesem Johannes Preyer wurde der Wohnplatz später benannt. Diese dem Herzog gehörigen Wiesen sind noch bis ins 19. Jahrhundert im Besitz des Landesherrn gewesen und daher ist die Preyersmühle auch hier einzuordnen.“
Baudenkmäler in Preyersmühle:

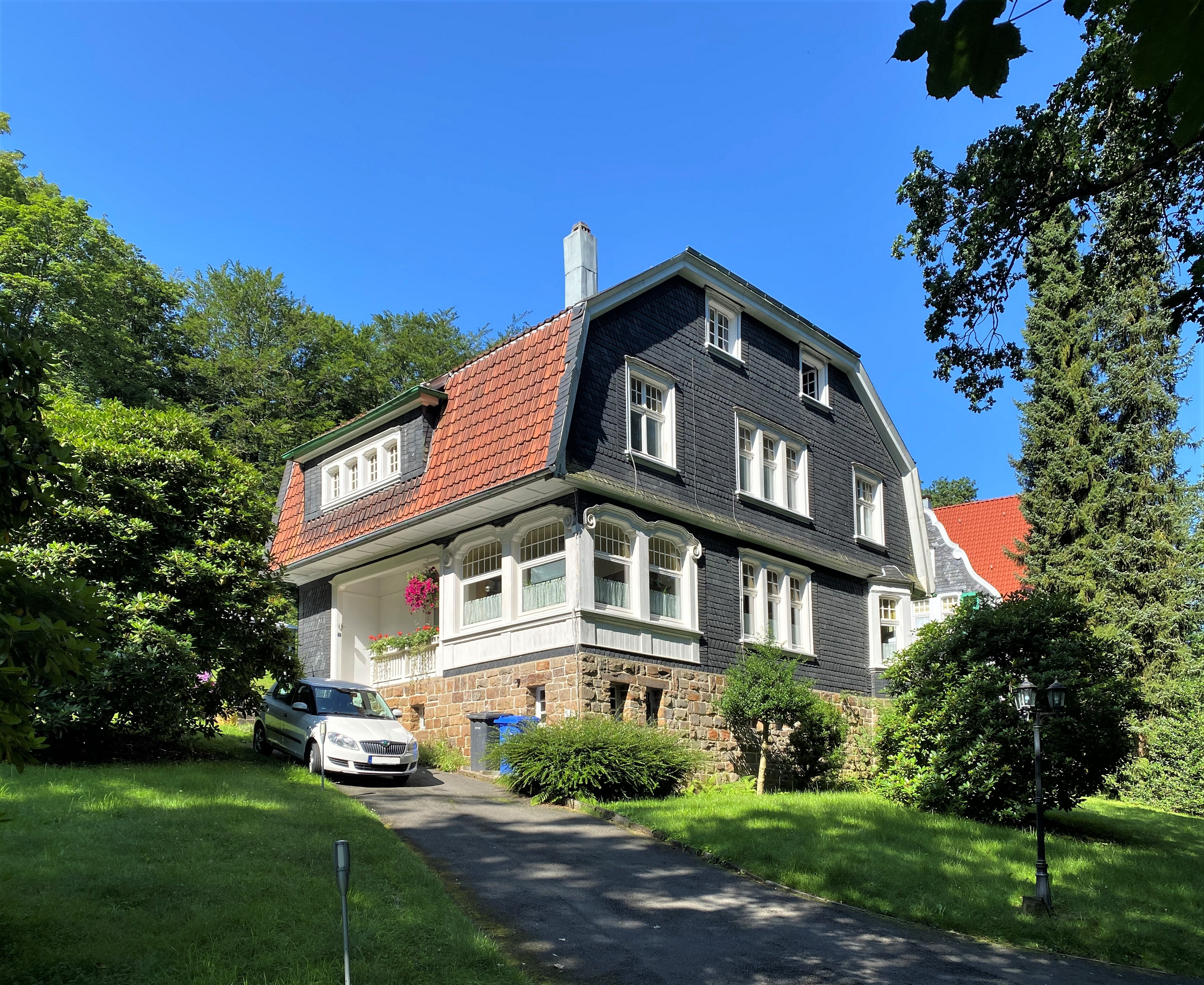
Preyersmühle 1
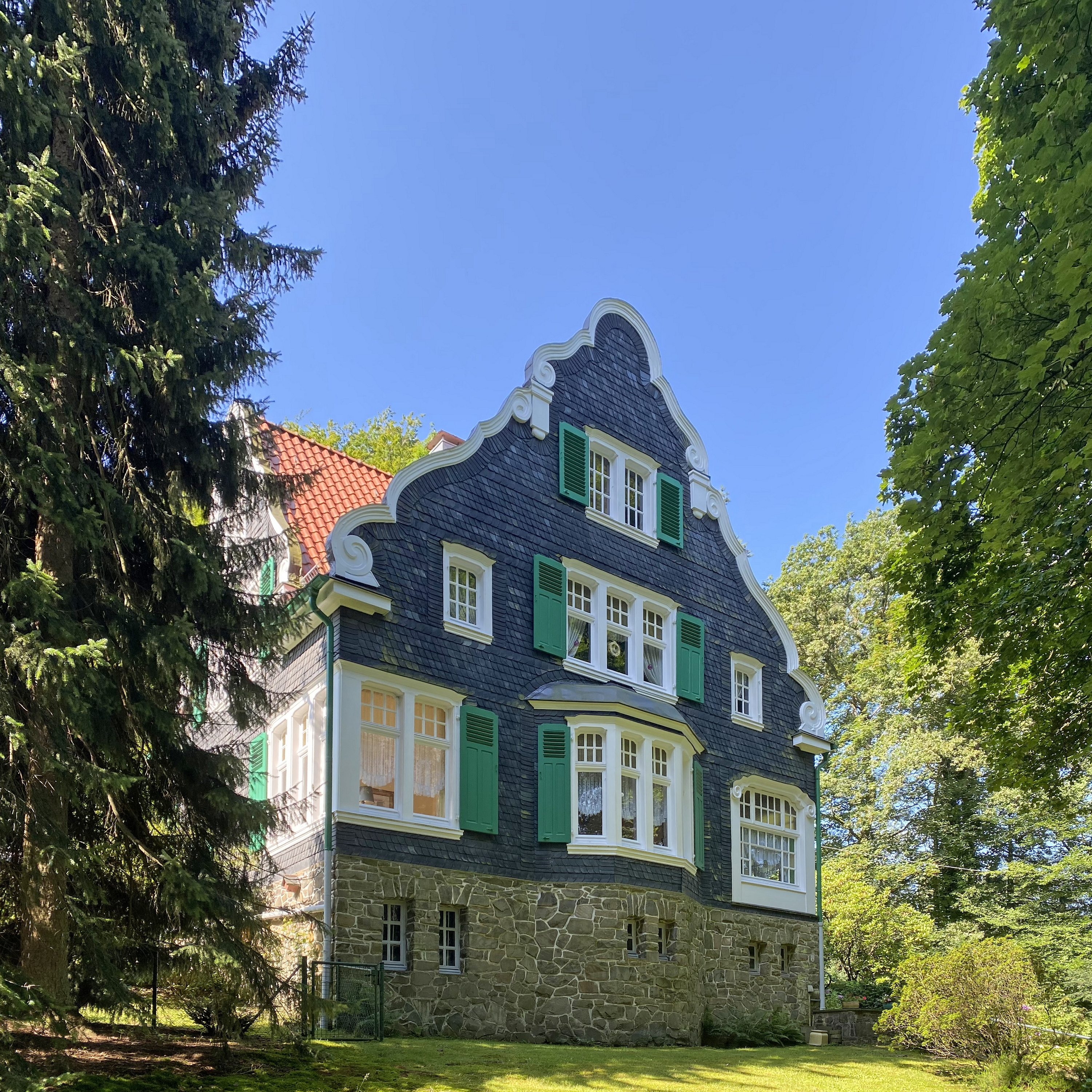
Preyersmühle 3
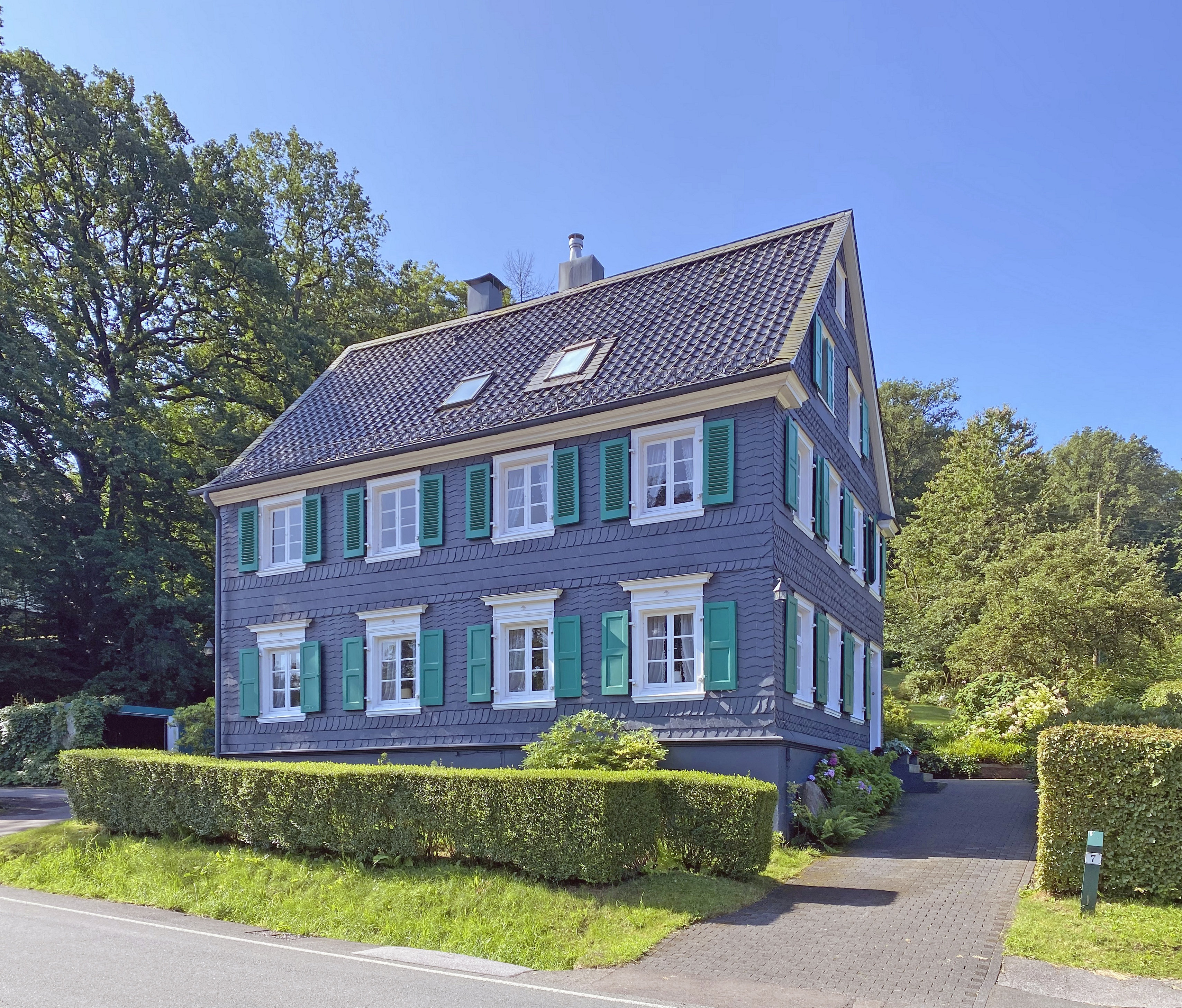
Preyersmühle 5–7
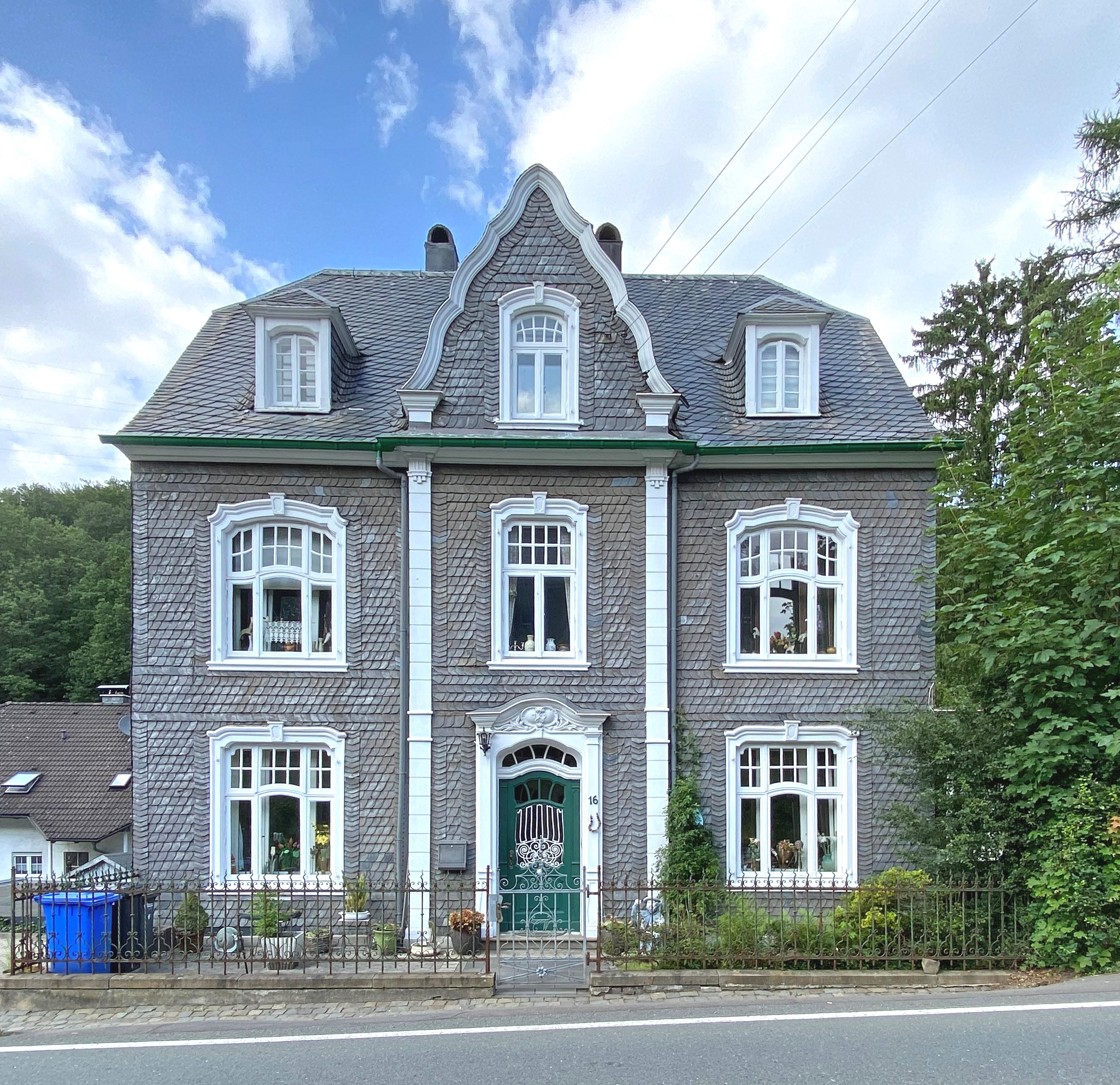
Preyesrmühle 16
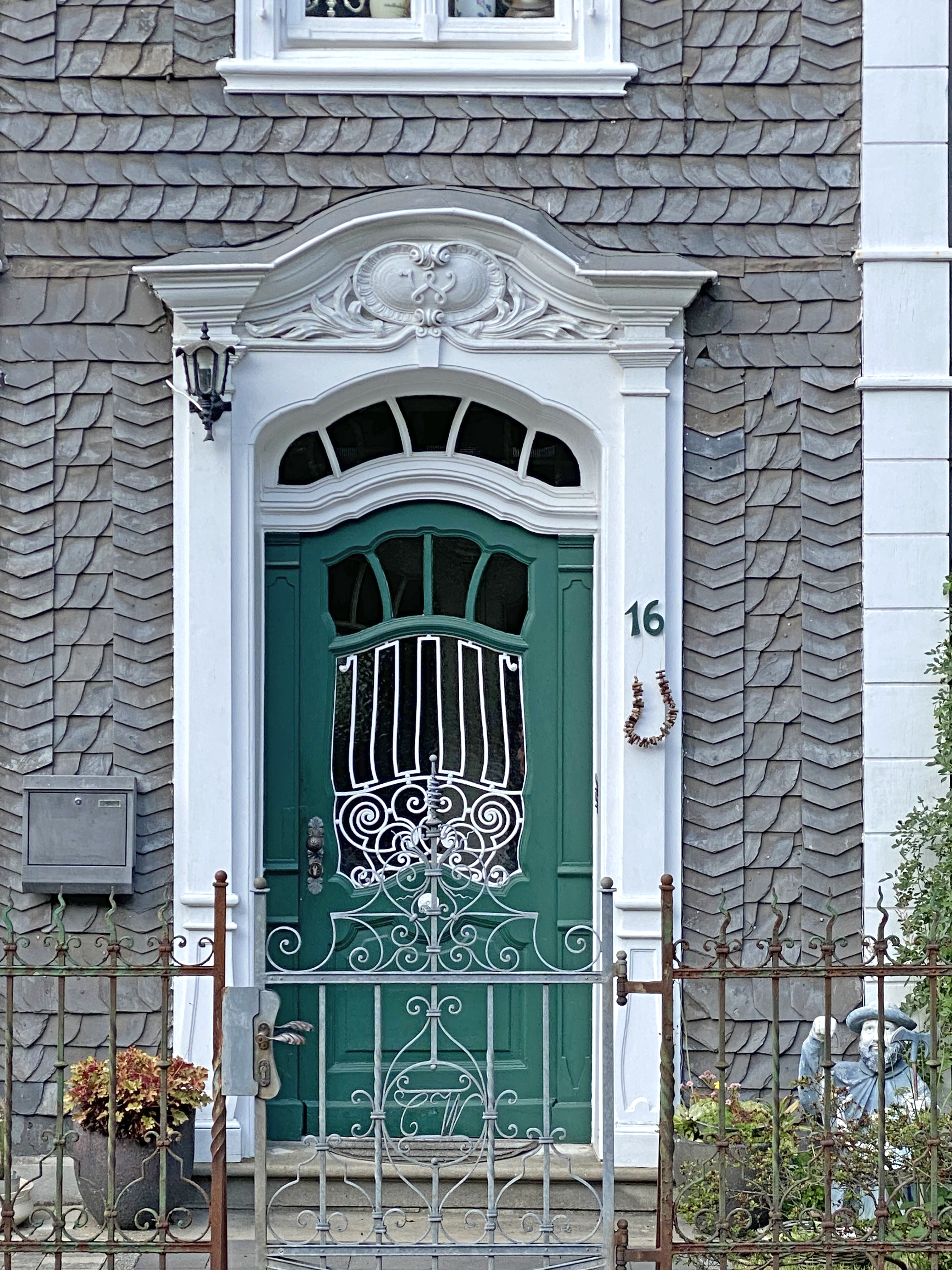
Haustüre Preyersmühle 16
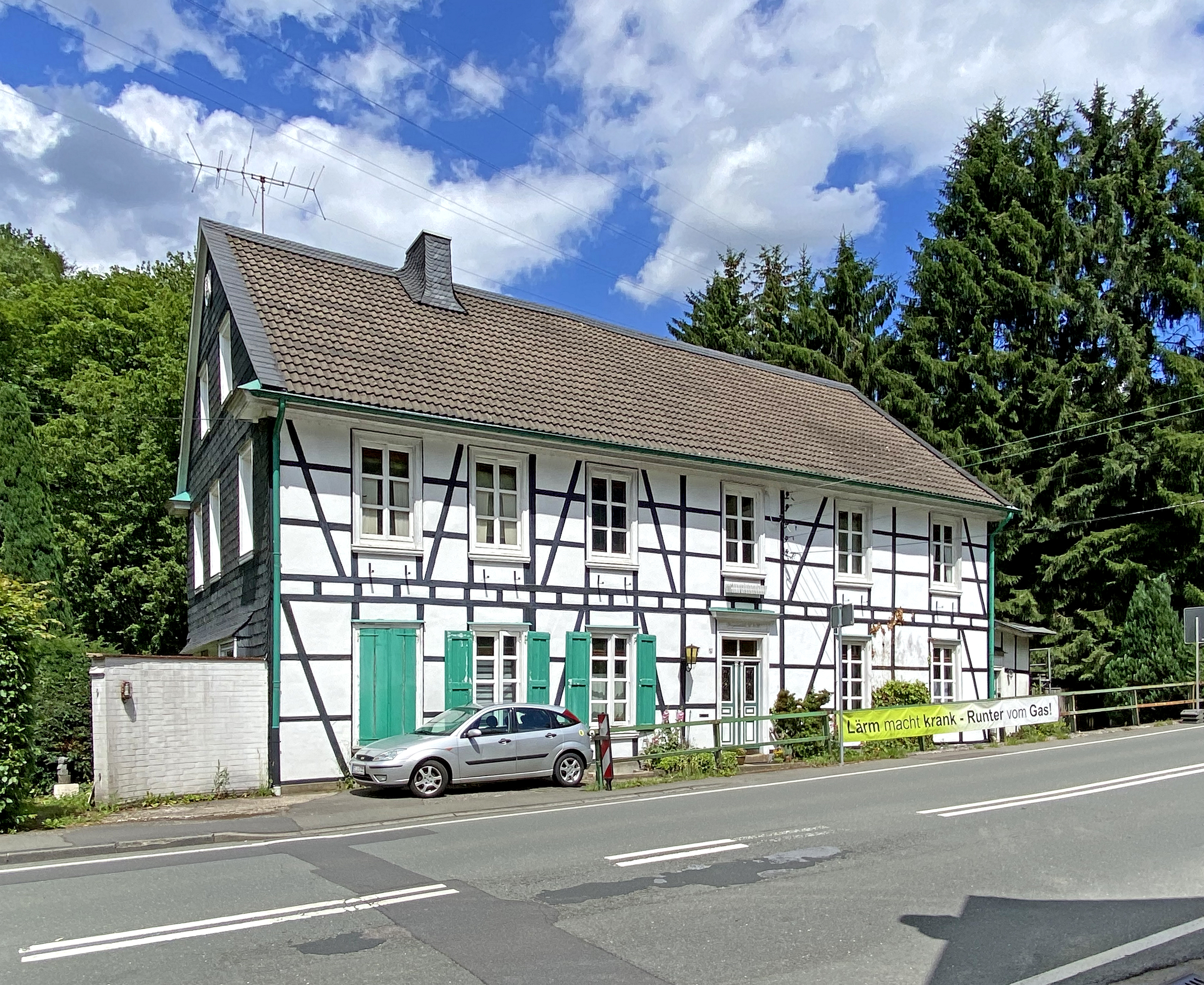
Preyersmühle 20–22